# Rainúlfides
Els Rainúlfides o Ramnúlfides foren una nissaga franca de la que van sorgir els comtes de Poitiers i ducs d'Aquitània, els darrers prínceps d'Antioquia (de Bohemon III a Bohemon VII i Lúcia) i els reis de Xipre de la segona dinastia de Lusignan o ramnúlfida (1267 a 1489).
El seu ancestre fou Rainulf o Ramnulf I, comte de Poitiers del 839 al 866, fill de Gerard comte d'Alvèrnia. Par darrere d'aquest, basat en el Liber Memorialis de l'abadia de Reichenau i en l'onomàstica, Christian Settipani suggereix que Gerard era fill d'Esteve comte de París, que al seu torn era fill de Gerard I comte de París el que uniria les famílies rainúlfida i geràrdida (un possible origen de la casa de Lorena).